# Meiningen
Meiningen é uma cidade da Alemanha, a capital do distrito de Schmalkalden-Meiningen, estado da Turíngia. A cidade de Meiningen é a Erfüllende Gemeinde (português: municipalidade representante ou executante) dos municípios de Henneberg, Rippershausen, Stepfershausen, Sülzfeld e Untermaßfeld.
Meiningen é conhecido pelo seu famoso teatro e uma fábrica de locomotivas a vapor. A cidade é o centro cultural e centro de justiça, no sul da Turíngia. Na economia, a alta tecnologia e equipamentos médicos é muito importante.
Meiningen foi mencionado nos documentos 982 e 1153 para a cidade. De 1680 a 1920, era a capital do ducado de Saxe-Meiningen. A cidade é dominada pelo neo-clássicos edifícios e parques. Meiningen é parte da região Francônia.

## Fotos

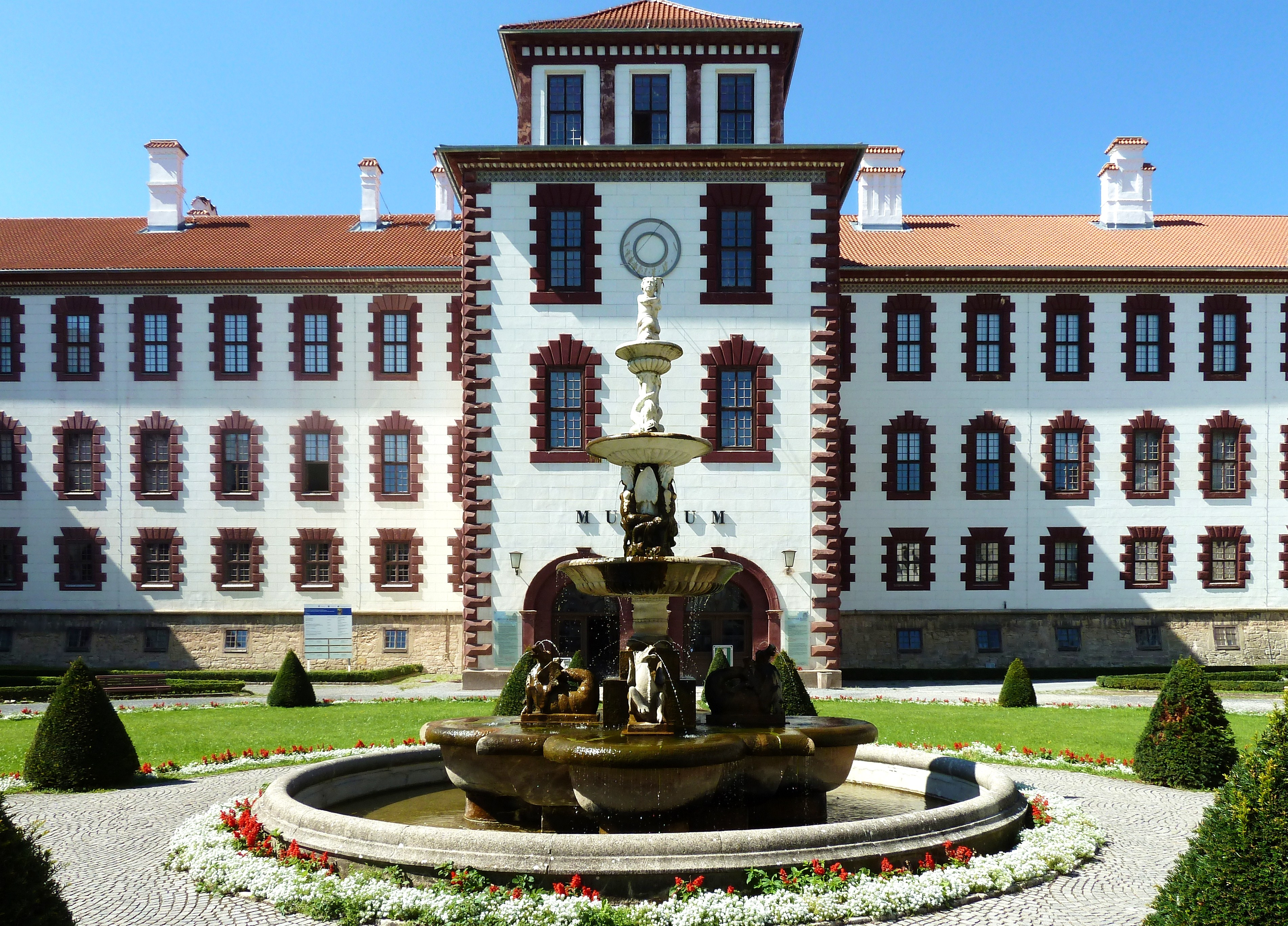
Castelo de Elizabeth Castelo (Elisabethenburg)
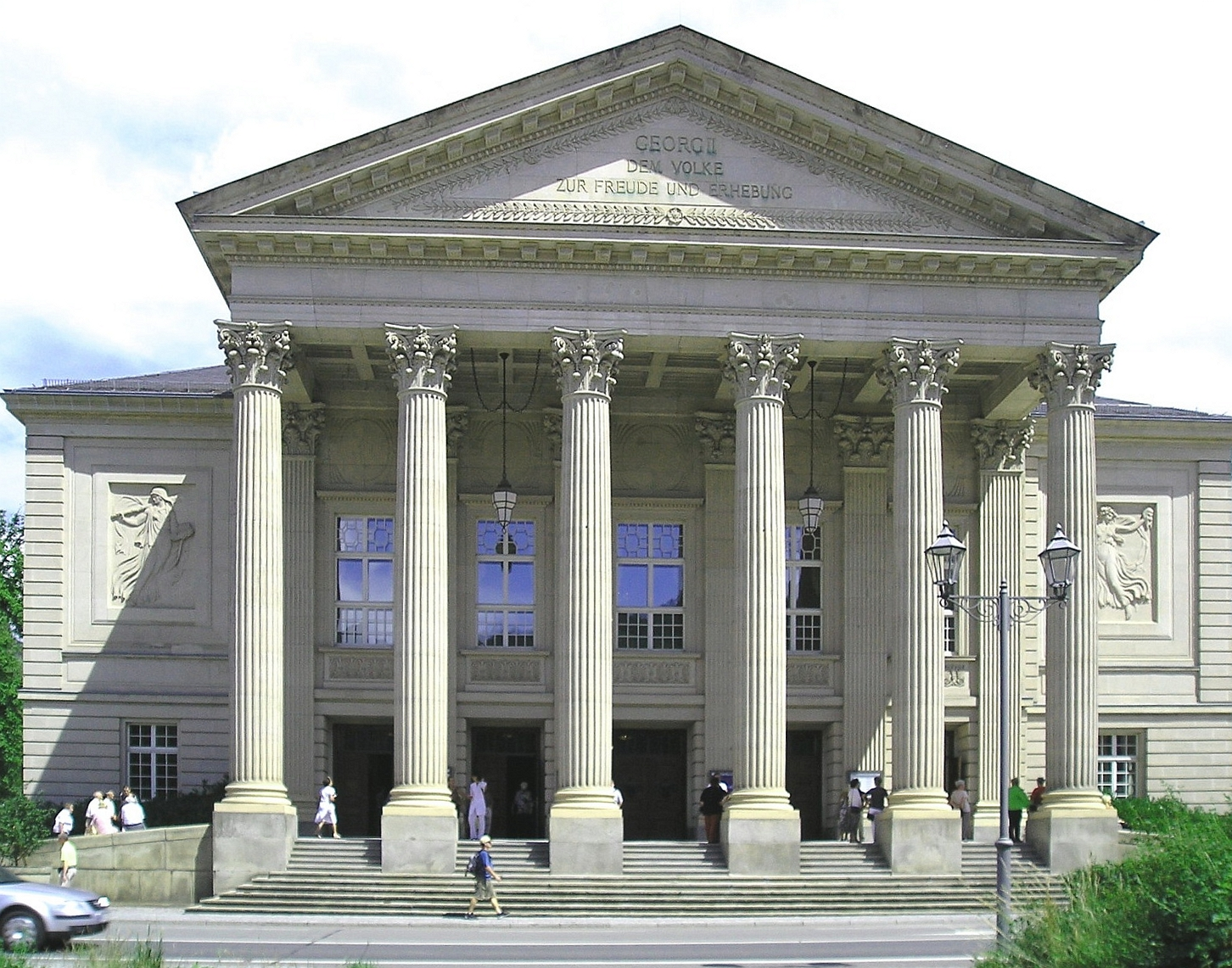
teatro (Das Meininger Theater)
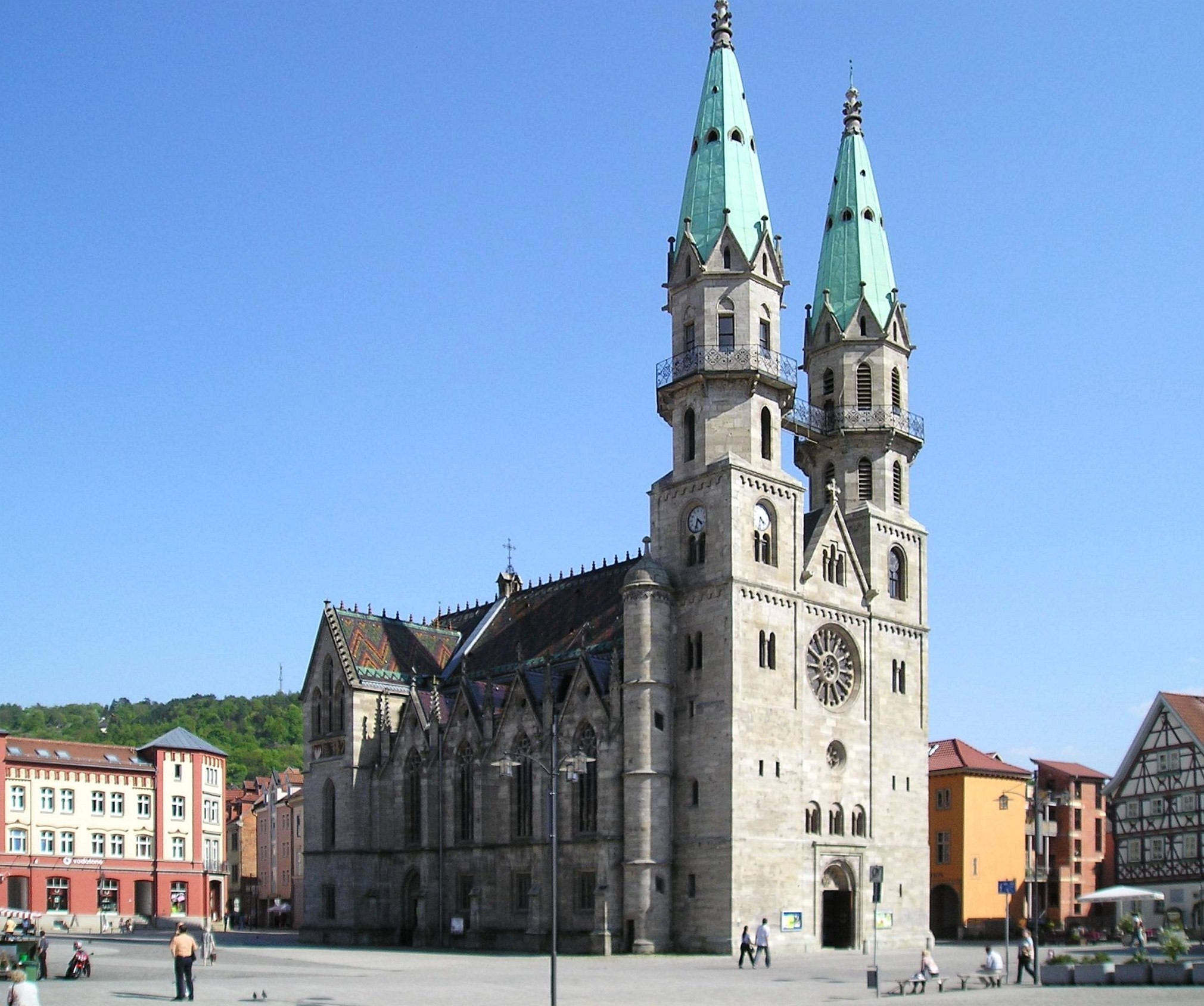
protestante cidade Igreja